# Original 9
De Original 9 is de naam van de groep van negen tennisspeelsters die in 1970 besloten om de dan heersende tennis-organisatie te verlaten, om hun eigen organisatie op te richten. Aanvankelijk was dit het Virginia Slims Circuit, dat later de WTA-tour werd. 
De speelsters zagen dat het nieuwe open tennis era niet de vooruitgang voor vrouwen gaf, zoals dat wel het geval was voor het mannentennis. Vrouwen kregen veel minder prijzengeld, en ook werden er minder aansprekende toernooien georganiseerd. Ze wilden oorspronkelijk een tennistoernooi boycotten om aandacht voor hun zaak te krijgen, maar de moeder van July Heldman, die uitgever van het World Tennis Magazine was, moedigde ze aan om een eigen toernooi te organiseren. De USTA dreigde de deelneemsters aan dit evenement uit te sluiten, waardoor veel speelsters afzagen van deelname, maar negen speelsters lieten zich niet intimideren. De negen betaalden een symbolische 1$ aan Gladys Heldman om deel te nemen aan Virginia Slims Invitational. Het toernooi werd een succes en in 1971 werden er ruim 20 toernooien door de hele Verenigde Staten georganiseerd. Andere USTA-speelsters zagen in dat de boycot van de USTA niet veel effect had, en stapten over. In 1973 werd hieruit de WTA gevormd. 
De negen speelsters waren:
1. Jane Bartkowicz
2. Rosie Casals
3. Judy Tegart
4. Julie Heldman
5. Billie Jean King
6. Kerry Melville
7. Kristy Pigeon
8. Nancy Richey
9. Valerie Ziegenfuss

Er waren oorspronkelijk nog twee speelsters. 
Patti Hogan durfde het risico om tegen het establishment in opstand te komen niet aan, en trok zich terug.
Margaret Court werd door Pigeon vervangen, omdat ze herstellende was van een enkelblessure, en daardoor een tijd niet kon spelen.
Jane Bartkowicz · Rosie Casals · Judy Tegart · Julie Heldman · Billie Jean King · Kerry Melville · Kristy Pigeon · Nancy Richey · Valerie Ziegenfuss